# La grande idea
La grande idea (Birth of a Notion) è un film del 1947 con Daffy Duck diretto da Robert McKimson, prodotto da Edward Selzer e scritto da Warren Foster. Trattasi di un cortometraggio d'animazione, distribuito dalla Warner Bros. Pictures, realizzato nel 1946 e uscito il 12 aprile 1947.
Venne successivamente ripubblicato nell'edizione "Blue Ribbon" della Merrie Melodies, mantenendo tuttavia la sigla finale della serie Looney Tunes.
È una delle poche animazioni, assieme a La lepre che drizza i capelli e Looney Tunes: Back in Action, in cui figura il Dr. Lorre, caricatura dell'attore di Hollywood Peter Lorre.

## Trama
Daffy Duck, anziché migrare al sud per l'inverno con le altre anatre, riesce a convincere l'ingenuo cane Leopold (dopo avergli fatto credere di avergli salvato la vita) ad ospitarlo per l'inverno. Sfortunatamente, però, il padrone di Leopold è un malvagio scienziato che ha bisogno dell'osso di un'anatra per condurre un esperimento.